# Mikromunka
A mikromunka egy ideiglenes, feladatorientált munkatípus, amit gyakran az interneten keresztül rendelnek meg (pl.:a 2020-ban elindított " minimunka.hu" Archiválva 2020. december 17-i dátummal a Wayback Machine-ben-n) A munka lehet online elvégezhető és személyes találkozást igénylő munka is: blogírás, virtuális asszisztensi munka, kertészkedés, logókészítés, kutyasétáltatás stb. A munkabér függ a munka jellegétől, általában a munkaadó egyedileg határozza meg.